# Eldorado (Maryland)
Eldorado – miasto w Stanach Zjednoczonych, w stanie Maryland, w hrabstwie Dorchester.